# Kościół Świętych Apostołów Piotra i Pawła w Kowalowie
Kościół pw. Świętych Apostołów Piotra i Pawła w Kowalowie – rzymskokatolicki kościół parafialny w Kowalowie, w powiecie słubickim, w województwie lubuskim. Świątynia należy do dekanatu Rzepin w diecezji zielonogórsko-gorzowskiej.

## Historia
Po pożarze w 1803 obniżono dachy i poszerzono okna nawy.
Obiekt sakralny wpisany został do rejestru zabytków 10 kwietnia 1961 i 26 października 1976. W 1997 ogień ponownie zniszczył świątynię, którą po kilku latach odbudowano.

## Architektura
Jest budowlą orientowaną, murowaną z granitu ciosanego, jednonawową, z prostokątnym w rzucie prezbiterium, wieżą, szerszą od nawy, od zachodu, nakryty dachami dwuspadowymi. Zachowały się pierwotne okna prezbiterium o lekko zaostrzonym łuku oraz portal wejścia do nawy, uskokowy, ostrołuczny, ujęty obramowaniem przechodzącym w zwieńczeniu w krzyż.